# 御堂筋線
御堂筋線（日语：／ Midōsuji sen */?）是位於大阪府吹田市江坂和堺市北區中百舌鳥的大阪地下鐵路線，為大阪第一條開通的地下鐵路線，是大阪乘坐人数最多的路線之一，为縱貫大阪南北的交通大動脈。早期稱為高速電氣軌道第1號線，简稱為1號線（御堂筋線）。御堂筋線的線號的英文字母為「M」，與北大阪急行電鐵南北線進行直通運行。
路線名稱由來于该线路主要在大阪市的主要街道之一的御堂筋的地下行走，路線顏色為深紅色（胭脂色）。

## 路線資料
- 路線距離（實際距離）：24.5公里（與營業距離（車費計算距離）相同）
- 軌距：1435毫米
- 站數：20個（包括起終點站）
- 複線路段：全線
- 電氣化路段：全線電氣化（直流 750 V、第三軌供電）
- 閉塞方式：自動閉塞式
- 地面路段：江坂站－西中島南方站（－淀川南側）間
- 保安裝置：WS-ATC
- 最高速度：70公里/小時
- 編組輛數：10輛（1996年－）
  - 截至2016年7月，此線是日本以第三軌供電的列車編組最長的。另外關西的鐵路線使用10節固定編組的路線除了此線以外只有與此線直通運行的北大阪急行電鐵南北線[1]。
- 月台最大編組對應輛數：10輛
- 月台閘門設置站：全線
- 車內導覽裝置設置率：100%
- 混雜率
  - 往江坂、千里中央方向：135%（2016年度：難波站→心齋橋站間）[2]
  - 往中百舌鳥方向：147%（2016年度：梅田站→淀屋橋站間）[2]

## 概要
御堂筋線是大阪首條地下鐵，於1933年（昭和8年）通車，起初路段為梅田站（臨時站）－心齋橋站。自從通車以來，御堂筋線就已經成為大阪市交通的大動脈。御堂筋線是公營地下鐵當中最多收入的路線，2006年度賺約370億日元。
御堂筋線是大阪主要的路線，其存在日本地下鐵最多乘客的區間（梅田站－淀屋橋站，根據國土交通省站間斷面交通量調查）。御堂筋線連接許多私鐵，分別於1963年4月與京阪電氣鐵道京阪本線、1970年3月的近畿日本鐵道奈良線（即難波線）轉乘。而御堂筋線亦加停與新幹線連接的新大阪站。此外，加上連接梅田站的阪急電鐵與阪神電氣鐵道、淀屋橋站的京阪電氣鐵道、難波站的南海電氣鐵道與近鐵、天王寺站的近鐵（南大阪線──大阪阿部野橋車站），因此可以連接大阪市內關西5大私鐵（將會連接南海汐見橋線、阪急千里線、阪神難波線）。

## 運行方式
千里中央站 - 中百舌鳥站間的直通（通稱為大運轉）與新大阪站（朝夕的一部與深夜以後的中津站） - 天王寺站（朝夕的一部我孫子站和新金岡站）間折返的列車（通稱為小運轉）的2個營運模式，清晨約4分钟，日间約7 - 8分钟、傍晚約5分钟的間隔運行。原則是交互發車，重複的新大阪車站（一部中津車站） - 天王寺車站間約半分之班距運行，早上時2分間隔運行。起點為江坂站折返的列車限清晨、深夜。「繁忙時間的最擁擠區間」是難波站→心齋橋站間拥挤率为151%（2005年）。關西地区降低拥挤率至150%以下目標之達成。為混雜高企的路線，近年乘客的分散和車輛增加等等，拥挤状况開始緩和。
1970年的日本萬國博覽會的會場，同年的江坂站與北大阪急行電鐵東西線（會場線）的萬國博中央口站的相互直通運轉開始。萬博閉幕後東西線廢止，直通運轉區間至千里中央站。所以，司機員與車掌在江坂站會與北大阪急行電鐵的職員交接。

## 女性專用車輛
2004年9月6日開始，平日運行的全列車編成中的6號車為指定的女性專用車輛，6號車的車身廣告有顯眼提示。

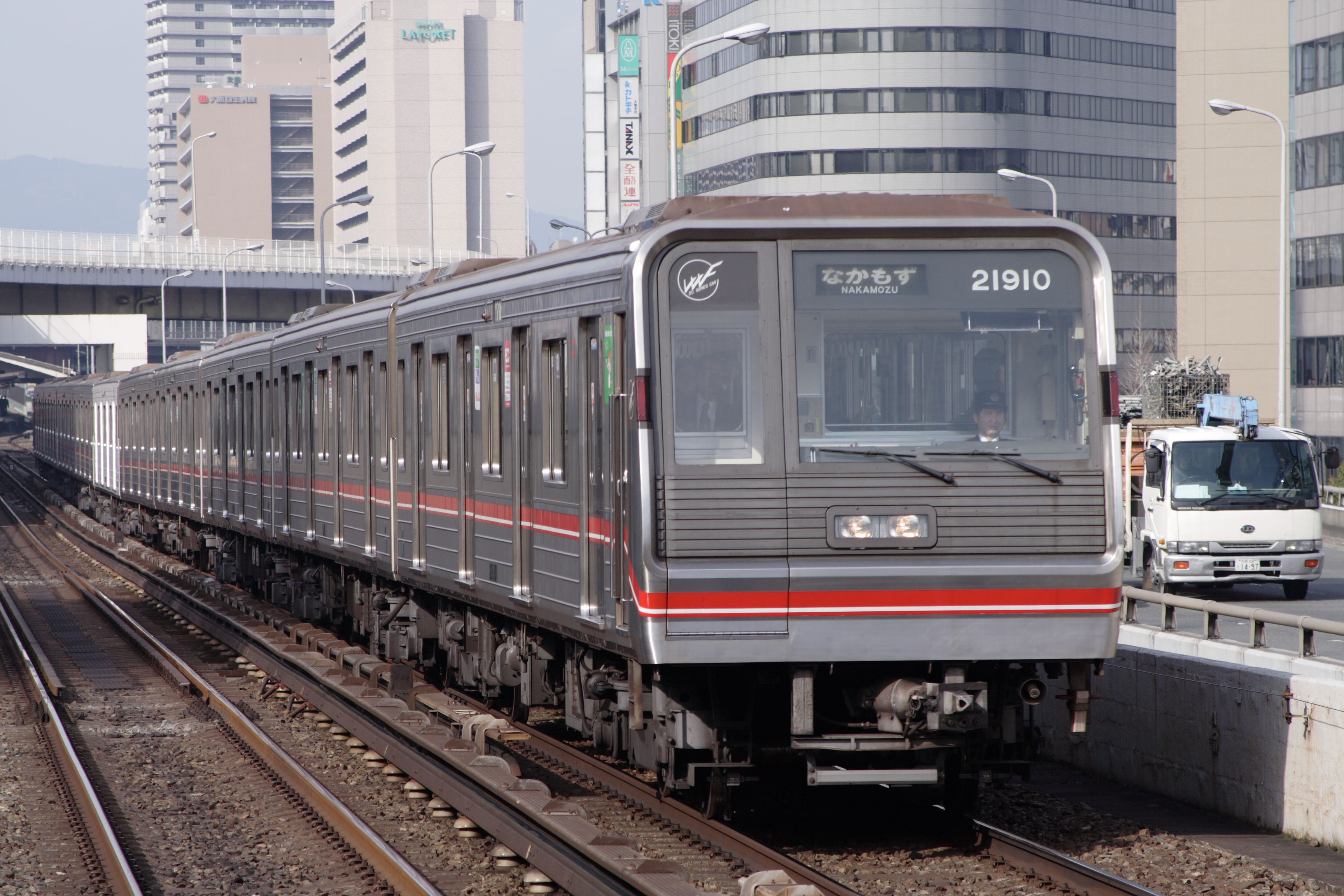
御堂筋線仕樣、21系（新大阪 - 西中島南方間攝影）

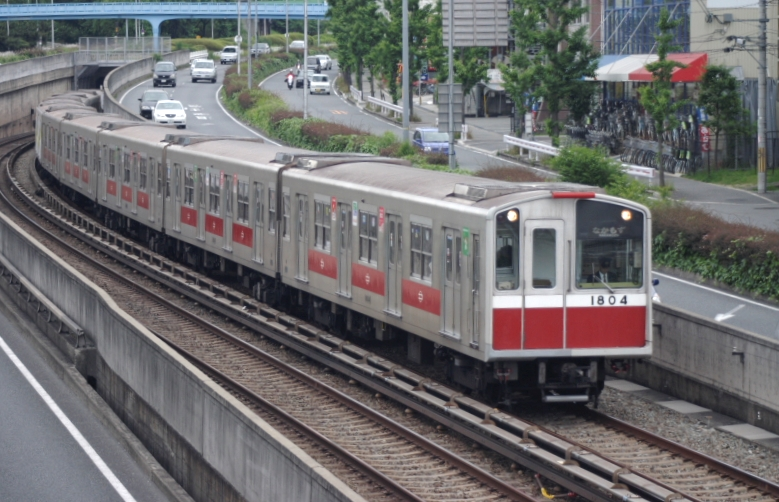
10系（北大阪急行千里中央 - 桃山台間攝影）

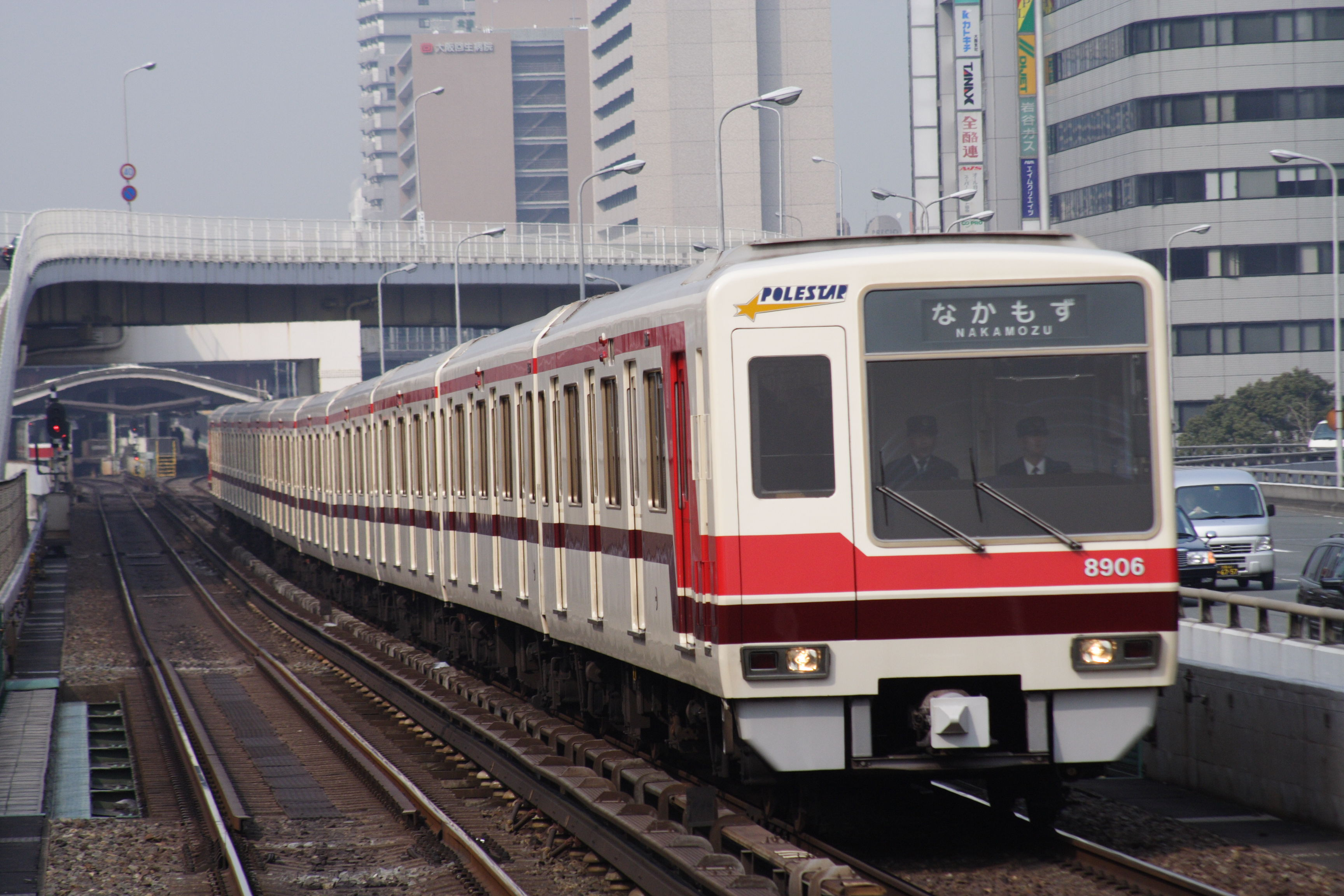
直通列車──北大阪急行8000形（新大阪 - 西中島南方間攝影）

## 車輛

### 自有車輛
- 10系（日语：大阪市交通局10系電車）（1976年 - 現在。量產車是1979年 - 現在）
- 21系（1991年 - 現在）
- 30000系

### 其他公司直通運行車輛
- 北大阪急行電鐵
  - 8000形
  - 9000形

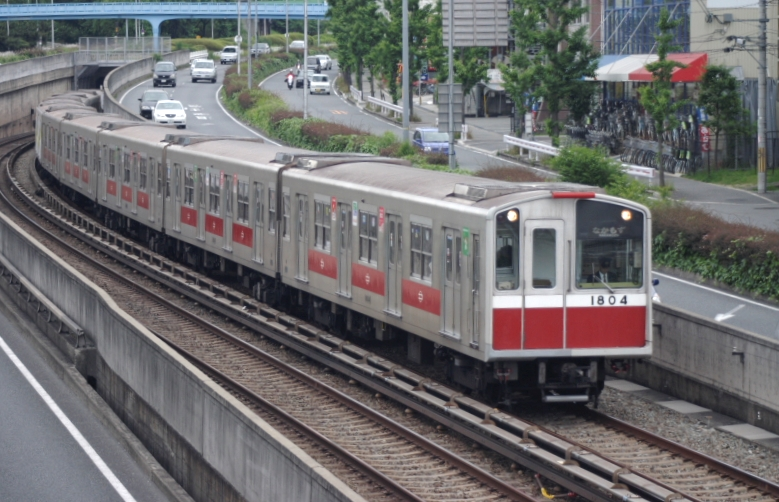
10系
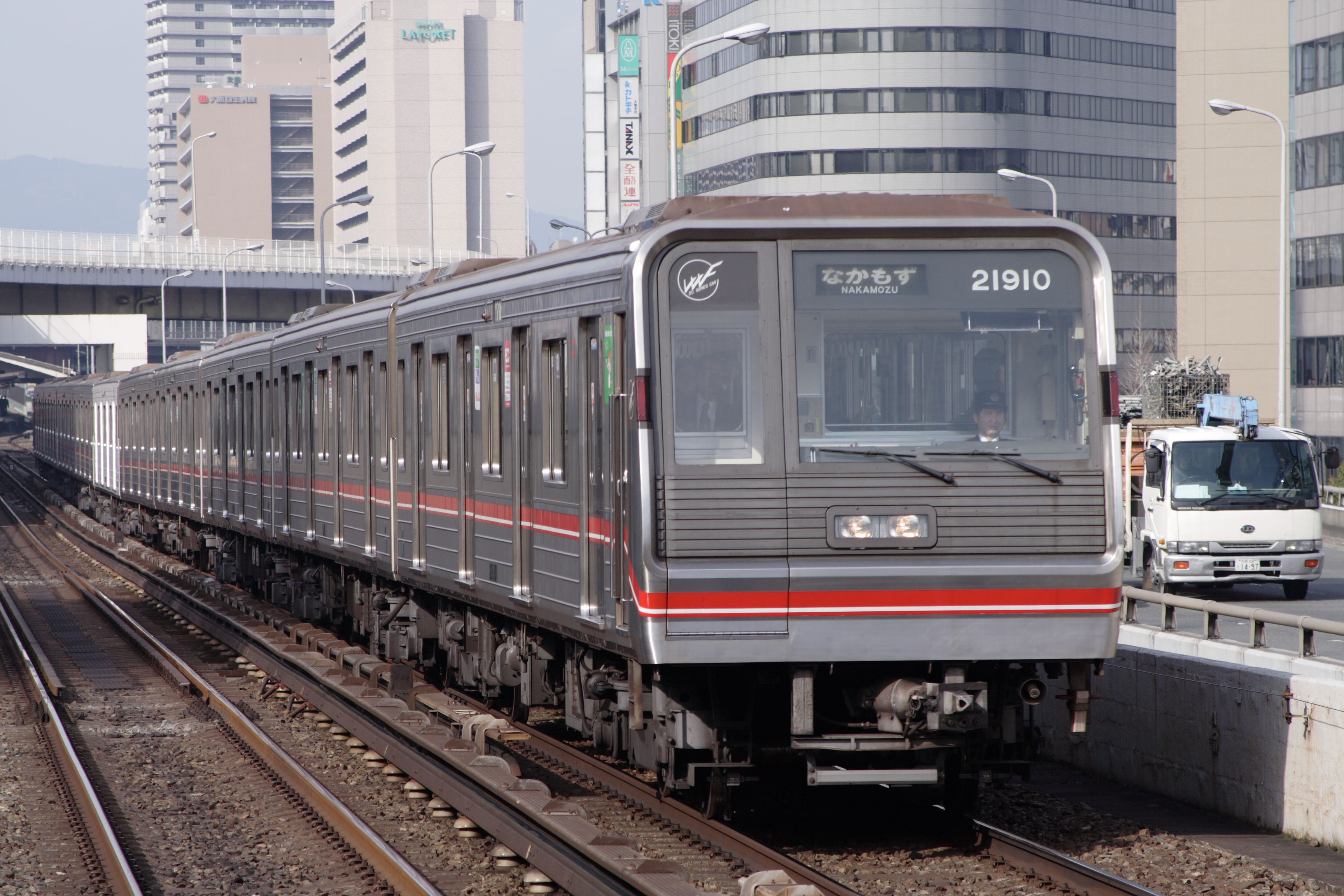
21系
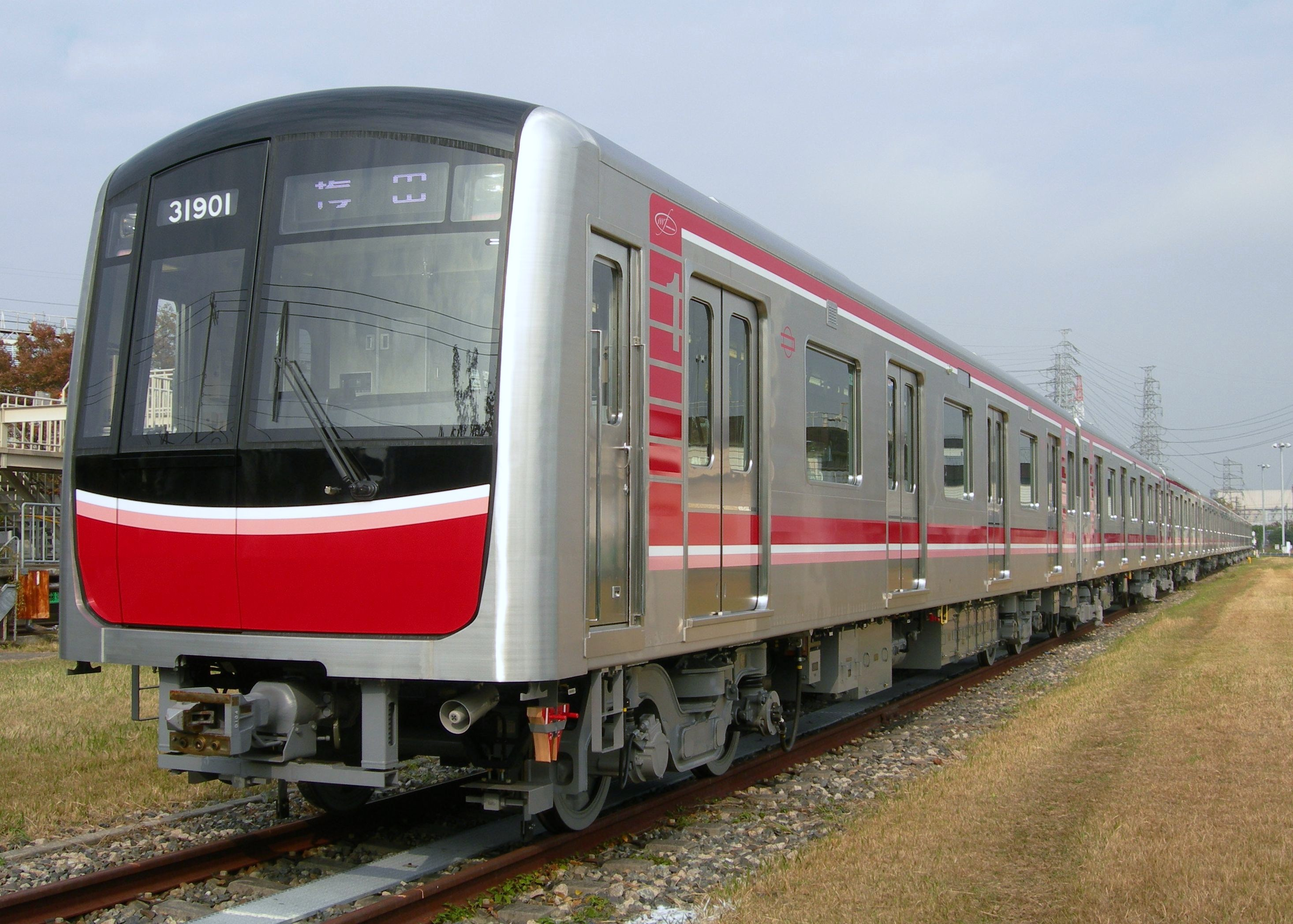
30000系
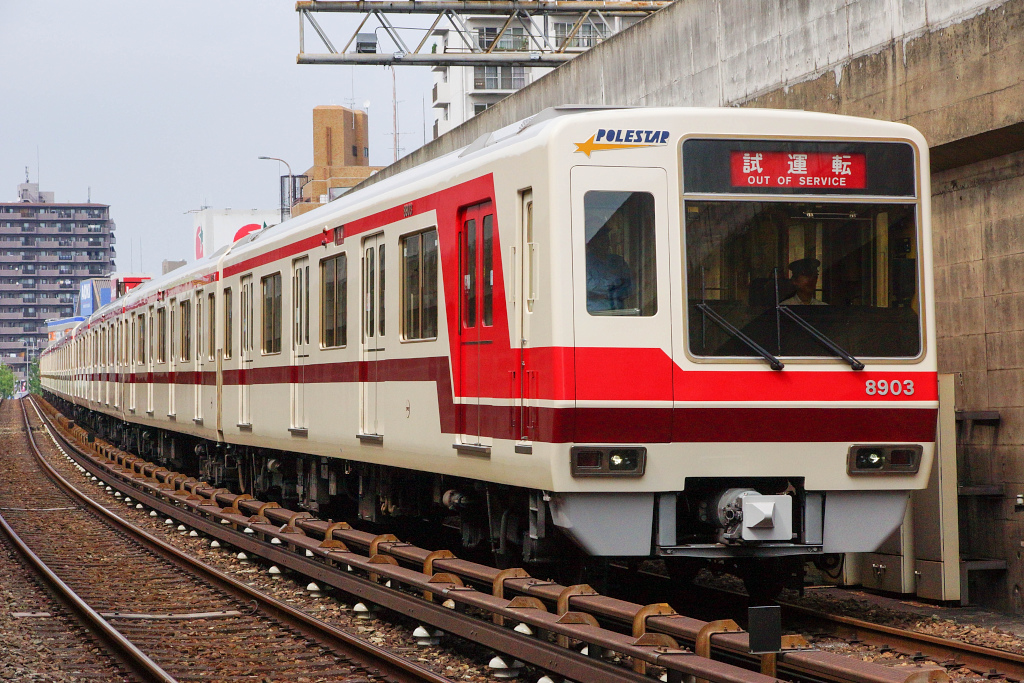
北大阪急行8000形
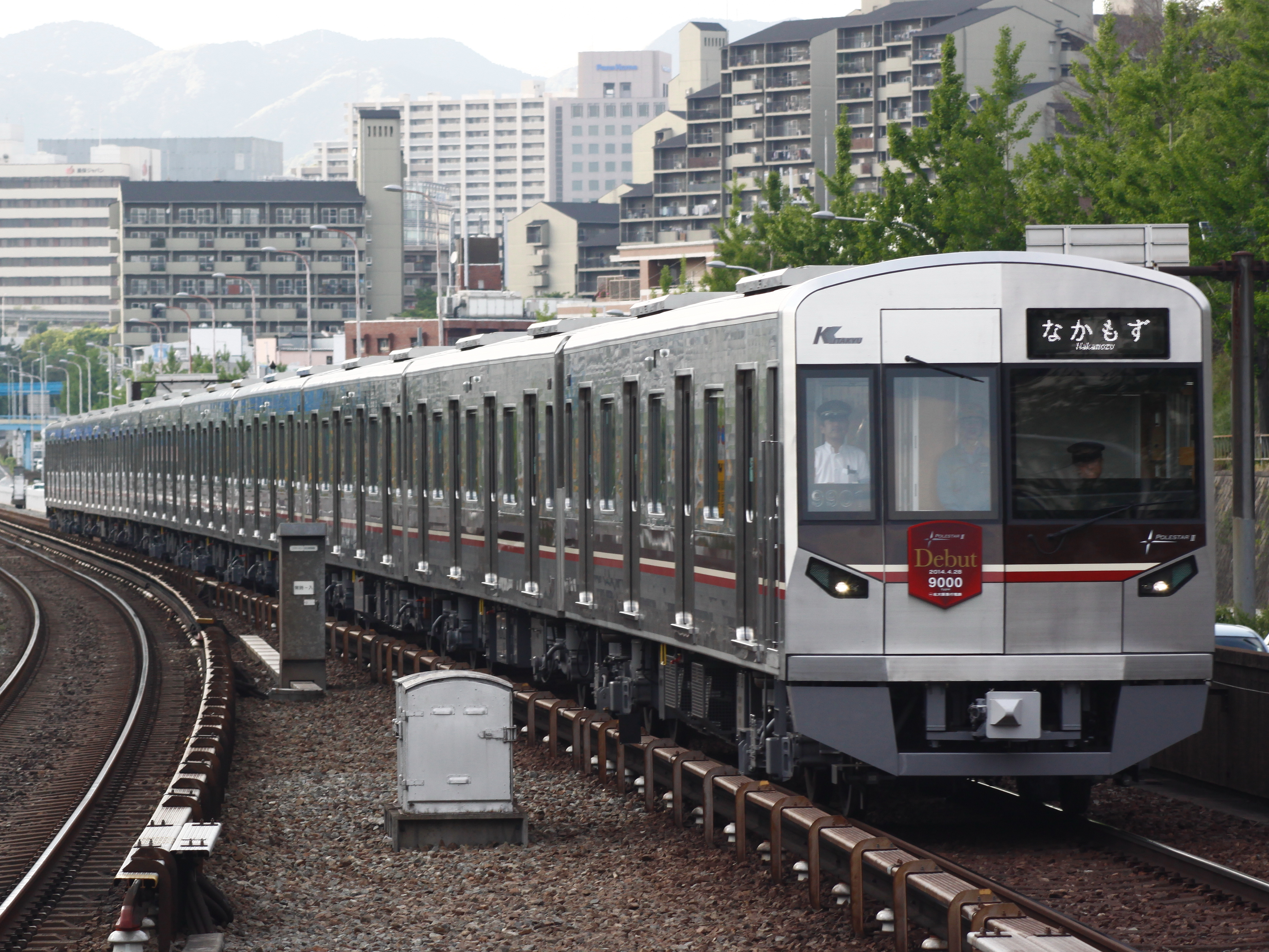
北大阪急行9000形

### 過去的自有車輛
期間是本路線運用期間。型式是運用当時。
- 100型（初代）（1933年 - 1969年）
- 200型（初代）（1935年 - 1969年）
- 300型（1938年 - 1969年）
- 400型（1943年 - 1969年）
- 500型（1949年 - 1969年）
- 600型（1951年 - 1969年）
- 1000型（1953年 - 1969年）
- 1100型（1957年 - 1969年）
- 1200型（1958年 - 1969年）
- 5000型（1960年 - 1969年）
- 30系（1968年 - 1993年）

### 過去的其他公司直通運行車輛
- 北大阪急行電鉄
  - 7000型、8000型（初代）（1969年 - 1970年）
  - 2000型（1969年 - 1993年）

## 歷史
- 1933年（昭和8年）5月20日：時為大阪地鐵1號線的御堂筋線梅田（臨時站）－心齋橋段通車。
- 1935年（昭和10年）
  - 10月6日：梅田車站正式啟用。
  - 10月30日：心齋橋－難波段通車。
- 1938年（昭和13年）4月21日：難波－天王寺段通車。
- 1945年（昭和20年）3月13日 - 3月14日：大阪大空襲。因為是特殊情況，所以通宵營運協市民避難。當初利用市內之防空洞，但美軍炸彈直擊地下建築導致其倒塌，空襲之時全面停止營運並關閉。
- 1951年（昭和26年）12月20日：天王寺－昭和町段通車。
- 1952年（昭和27年）10月5日：昭和町－西田邊段通車。
- 1960年（昭和35年）7月1日：西田邊－我孫子段通車。
- 1964年（昭和39年）9月24日：新大阪－梅田段通車。
- 1968年（昭和43年）8月29日：30系列車開始載客。
- 1969年（昭和44年）12月6日：確定路線名稱為御堂筋線。
- 1970年（昭和45年）2月24日：江坂－新大阪段通車，並與北大阪急行電鐵直通運行。
- 1976年（昭和51年）2月16日：10系原型車在谷町線運行。
- 1979年（昭和54年）4月：10系量產車開始載客。
- 1987年（昭和62年）
  - 4月18日：我孫子－中百舌鳥段通車，並開始將列車改為9節。
  - 8月24日：列車全數改為9節。
- 1988年（昭和63年）11月4日：發生地下鐵御堂筋線事件，其後大阪府警察以及關西各鐵路公司加強對性犯罪的監視與應對措施[3]。
- 1993年（平成5年）：完成空調化。非空調化列車最後只餘下30系列車的14編成和21編成，從其他公司直通運行的車輛北急2000型退役。
- 1996年（平成8年）9月1日：列車增編至10節。
- 2002年（平成14年）11月11日：引入平日繁忙時間的女性專用車。
- 2004年（平成16年）9月6日：女性專用車延長時限。
- 2005年（平成17年）3月26日：更新站內廣播。
- 2011年（平成23年）12月10日：開始使用30000系列車。
- 2013年（平成25年）3月23日：從中百舌鳥站開往梅田的末班列車改為繼續載客直至新大阪站。
- 2014年（平成26年）4月28日：開始使用北急9000型列車。
- 2015年（平成27年）：開始在主要車站加設月台閘門。
- 2022年（令和4年）：所有車站的月台閘門加裝完畢。

## 營運資料

### 經由大阪市营地下鉄御堂筋線
| 調査年月日     | 乗車人員（人） | 乗車人員（人） | 乗車人員（人） | 下車人員（人） | 下車人員（人） | 下車人員（人） |
| 調査年月日     | 定期利用       | 定期外利用     | 合計           | 定期利用       | 定期外利用     | 合計           |
| -------------- | -------------- | -------------- | -------------- | -------------- | -------------- | -------------- |
| 1998年11月10日 | 569,685        | 549,945        | 1,119,630      | 566,286        | 557,398        | 1,123,684      |
| 2007年11月13日 | 570,088        | 710,171        | 1,280,259      | 571,134        | 719,068        | 1,290,202      |

### 與北大阪急行電鐵線直通運轉
以下是大阪市营地铁御堂筋线的與北大阪急行电铁南北线直通運轉。
| 調査日期       | 乘車人員（人） | 乘車人員（人） | 乘車人員（人） | 下車人員（人） | 下車人員（人） | 下車人員（人） |
| 調査日期       | 定期利用       | 定期外利用     | 合計           | 定期利用       | 定期外利用     | 合計           |
| -------------- | -------------- | -------------- | -------------- | -------------- | -------------- | -------------- |
| 1998年11月10日 | 41,895         | 36,575         | 78,470         | 38,658         | 37,307         | 75,965         |
| 2007年11月13日 | 38,142         | 41,152         | 79,294         | 36,925         | 38,299         | 75,224         |

## 車站列表
全部車站位於大阪府。
| 車站編號 | 中文站名            | 日文站名 | 羅馬字站名 | 站間距離 | 營業距離 | 可轉乘路線 | 地面/地底 | 所在地 | 所在地   |
| -------- | ------------------- | -------- | ---------- | -------- | -------- | --- | --------- | ------ | -------- |
| M11      | 江坂                |          |            | -        | 0.0      | 北大阪急行電鐵：南北線〈直通運行至箕面萱野〉 | 地面路段  | 吹田市 | 吹田市   |
| M12      | 東三國              |          |            | 2.0      | 2.0      | | 地面路段  | 大阪市 | 淀川區   |
| M13      | 新大阪              |          |            | 0.9      | 2.9      | 東海旅客鐵道： 東海道新幹線 西日本旅客鐵道： 山陽新幹線、東海道本線（ JR京都線（JR-A46） 大阪東線（JR-F02）） | 地面路段  | 大阪市 | 淀川區   |
| M14      | 西中島南方          |          |            | 0.7      | 3.6      | 阪急電鐵： 京都本線 …南方（HK-61） | 地面路段  | 大阪市 | 淀川區   |
| M15      | 中津                |          |            | 1.8      | 5.4      | | 地底路段  | 大阪市 | 北區     |
| M16      | 梅田                |          |            | 1.0      | 6.4      | 大阪市高速電氣軌道： 谷町線 …東梅田（T20）、 四橋線 …西梅田（Y11） 阪神電氣鐵道： 本線…大阪梅田（HS 01） 阪急電鐵： 神戶本線、 寶塚本線、 京都本線…大阪梅田（HK-01） 西日本旅客鐵道：東海道本線（ JR京都線（JR-A47）、 JR神戶線（JR-A47）、 JR寶塚線（JR-G47））、 大阪環狀線（JR-O11） …大阪， JR東西線 …北新地（JR-H44） | 地底路段  | 大阪市 | 北區     |
| M17      | 淀屋橋 （市役所前） |          |            | 1.3      | 7.7      | 京阪電氣鐵道： 京阪本線（KH01）、 中之島線 …大江橋（KH52） | 地底路段  | 大阪市 | 中央區   |
| M18      | 本町 （船場西）     |          |            | 0.9      | 8.6      | 大阪市高速電氣軌道： 四橋線（Y13）、 中央線（C16） | 地底路段  | 大阪市 | 中央區   |
| M19      | 心齋橋              |          |            | 1.0      | 9.6      | 大阪市高速電氣軌道： 長堀鶴見綠地線（N15）、 四橋線 …四橋（Y14） | 地底路段  | 大阪市 | 中央區   |
| M20      | 難波                |          |            | 0.9      | 10.5     | 大阪市高速電氣軌道： 四橋線（Y15）、 千日前線（S16） 南海電氣鐵道： 南海本線、 高野線…難波（NK01） 近畿日本鐵道： 難波線 …大阪難波（A01） 阪神電氣鐵道： 阪神難波線 …大阪難波（HS 41） 西日本旅客鐵道：關西本線（ 大和路線） …JR難波（JR-Q17）                                                                             | 地底路段  | 大阪市 | 中央區   |
| M21      | 大國町              |          |            | 1.2      | 11.7     | 大阪市高速電氣軌道： 四橋線（Y16） | 地底路段  | 大阪市 | 浪速區   |
| M22      | 動物園前 （新世界） |          |            | 1.2      | 12.9     | 大阪市高速電氣軌道： 堺筋線（K19） 西日本旅客鐵道： 大阪環狀線（JR-O19）、關西本線（ 大和路線（JR-Q19）） …新今宮 南海電氣鐵道： 南海本線、 高野線…新今宮（NK03） 阪堺電氣軌道： 阪堺線 …新今宮（HN52） | 地底路段  | 大阪市 | 西成區   |
| M23      | 天王寺              |          |            | 1.0      | 13.9     | 大阪市高速電氣軌道： 谷町線（T27） 西日本旅客鐵道： 大阪環狀線（JR-O01）、關西本線（ 大和路線（JR-Q20））、 阪和線（JR-R20） 近畿日本鐵道： 南大阪線 …大阪阿部野橋（F01） 阪堺電氣軌道： 上町線 …天王寺站前（HN01） | 地底路段  | 大阪市 | 阿倍野區 |
| M24      | 昭和町              |          |            | 1.8      | 15.7     | | 地底路段  | 大阪市 | 阿倍野區 |
| M25      | 西田邊              |          |            | 1.3      | 17.0     | | 地底路段  | 大阪市 | 阿倍野區 |
| M26      | 長居                |          |            | 1.3      | 18.3     | 西日本旅客鐵道： 阪和線（JR-R24） | 地底路段  | 大阪市 | 住吉區   |
| M27      | 我孫子              |          |            | 1.2      | 19.5     | | 地底路段  | 大阪市 | 住吉區   |
| M28      | 北花田              |          |            | 1.9      | 21.4     | | 地底路段  | 堺市   | 堺市     |
| M29      | 新金岡              |          |            | 1.6      | 23.0     | | 地底路段  | 堺市   | 堺市     |
| M30      | 中百舌鳥            |          |            | 1.5      | 24.5     | 南海電氣鐵道： 高野線、 泉北線（NK59） | 地底路段  | 堺市   | 堺市     |

1. 1 2 3  停靠此站的運行系統路線名。
2. 1 2 3  旅客導覽上多使用平假名顯示

- 車站編號與北大阪南北線共用編號。

## 關連商品
- Train Simulator 御堂筋線